# Tapesia toruloides
Tapesia toruloides är en svampart som beskrevs av Rehm 1891. Tapesia toruloides ingår i släktet Tapesia, ordningen disksvampar, klassen Leotiomycetes, divisionen sporsäcksvampar och riket svampar.   Inga underarter finns listade i Catalogue of Life.